# Felix von Kunowski

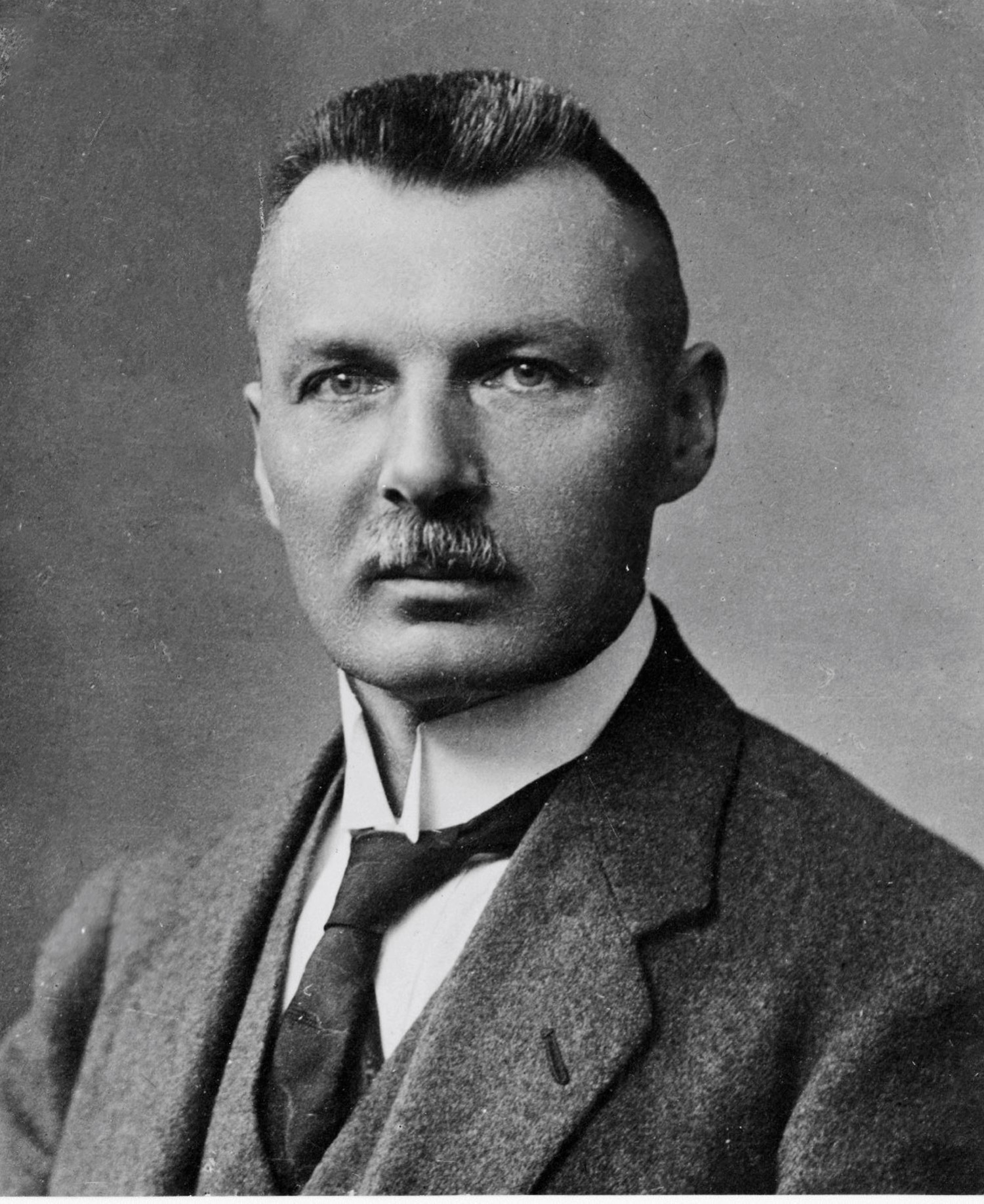
Felix von Kunowski – etwa 1910

Georg Richard Felix von Kunowski (* 10. April 1868 in Wilkau, Kreis Namslau; † 1. Dezember 1942 in Dresden) war ein deutscher Stenograf und Esperantist und, zusammen mit seinem Bruder Albrecht von Kunowski, Erfinder der sogenannten „Nationalstenografie“. Felix von Kunowski ist außerdem Erfinder der „Wurzelschrift“ bzw. „Sprechspur“.

## Leben
Felix von Kunowski war Sohn des Rittmeisters und Gutsbesitzers von Oberwilkau Georg Friedrich Conrad von Kunowski (1833–1907) und der Engländerin Grace Alcock (1839–1870). Sein Großvater war der preußische General der Infanterie Eduard von Kunowski (1795–1870), ein Bruder des Standesreformers Georg Carl Friedrich Kunowski. Auch Felix von Kunowski schlug die militärische Laufbahn ein. Er trat im Oktober 1888 in das 4. Garde-Regiment zu Fuß in Spandau ein, wurde 1890 Sekondeleutnant und absolvierte 1896/99 die Kriegsakademie. Ab April 1900 begann seine Laufbahn im Generalstab. Er wurde 1902 zum Hauptmann und 1908 zum Major befördert.

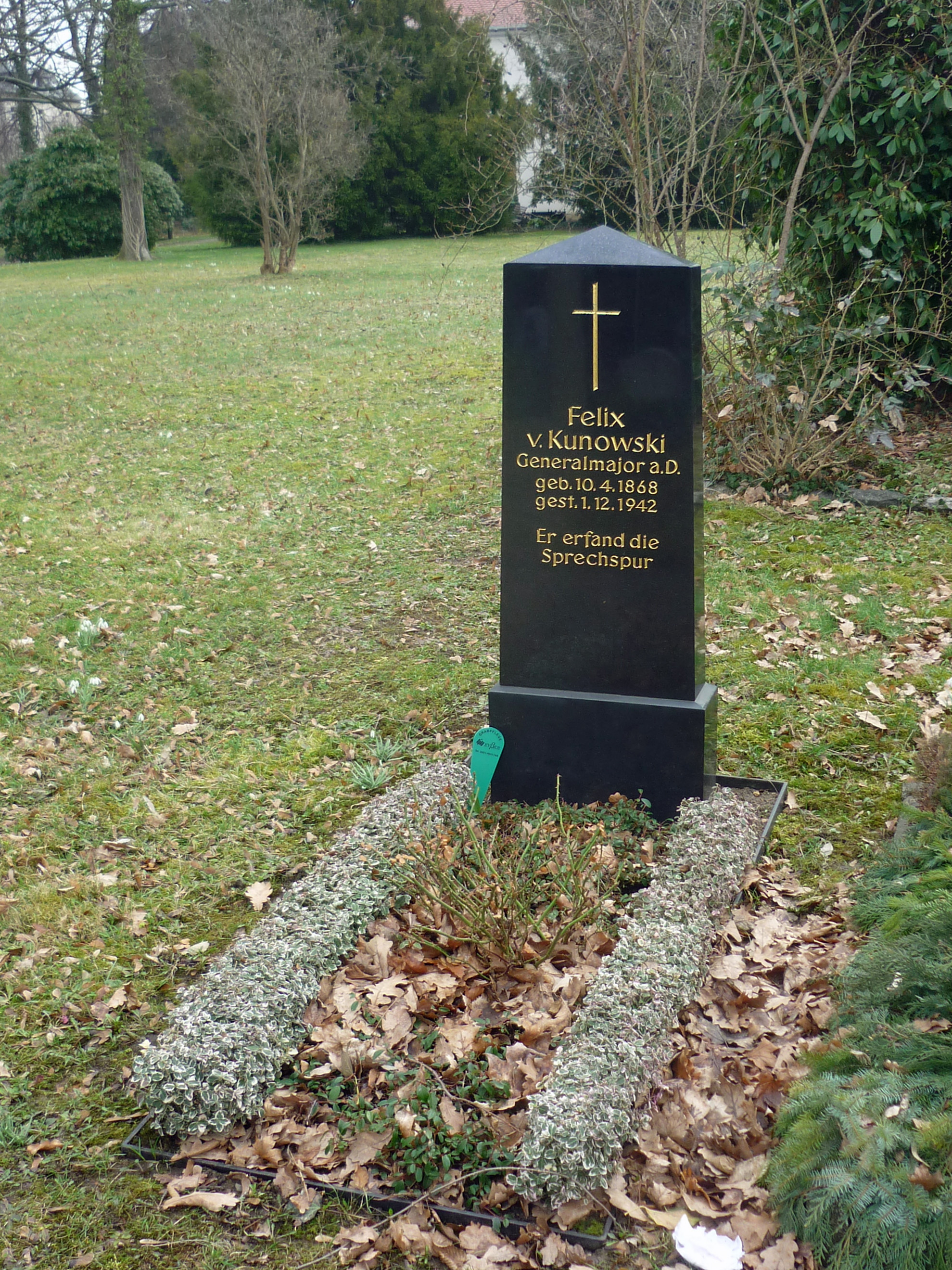
Felix von Kunowskis Grab auf dem Alten Annenfriedhof in Dresden

Im Ersten Weltkrieg war sein Bataillon zunächst an der Westfront im Einsatz. Nach der Verlegung an die Ostfront, unter Beförderung zum Oberstleutnant, wurde Kunowski bei der Schlacht um Łódź verwundet (Gehirnerschütterung). Infolge dieser Verwundung war er für die Front untauglich. Im April 1917 erhielt er die Beförderung zum Oberst. Zuletzt war er Kommandant des Truppenübungsplatzes Lamsdorf, bevor er am 26. Mai 1919 seinen Abschied vom Militär unter Verleihung des Charakters als Generalmajor erhielt.
Aus der am 23. September 1896 geschlossenen Ehe mit Julie Helene Marie Pauline (Paula) von Ramm gingen zwei Söhne, Georg Konrad Karl und Felix Wilhelm Georg, hervor. Felix von Kunowski starb 1942 und wurde auf dem Alten Annenfriedhof in Dresden beigesetzt.

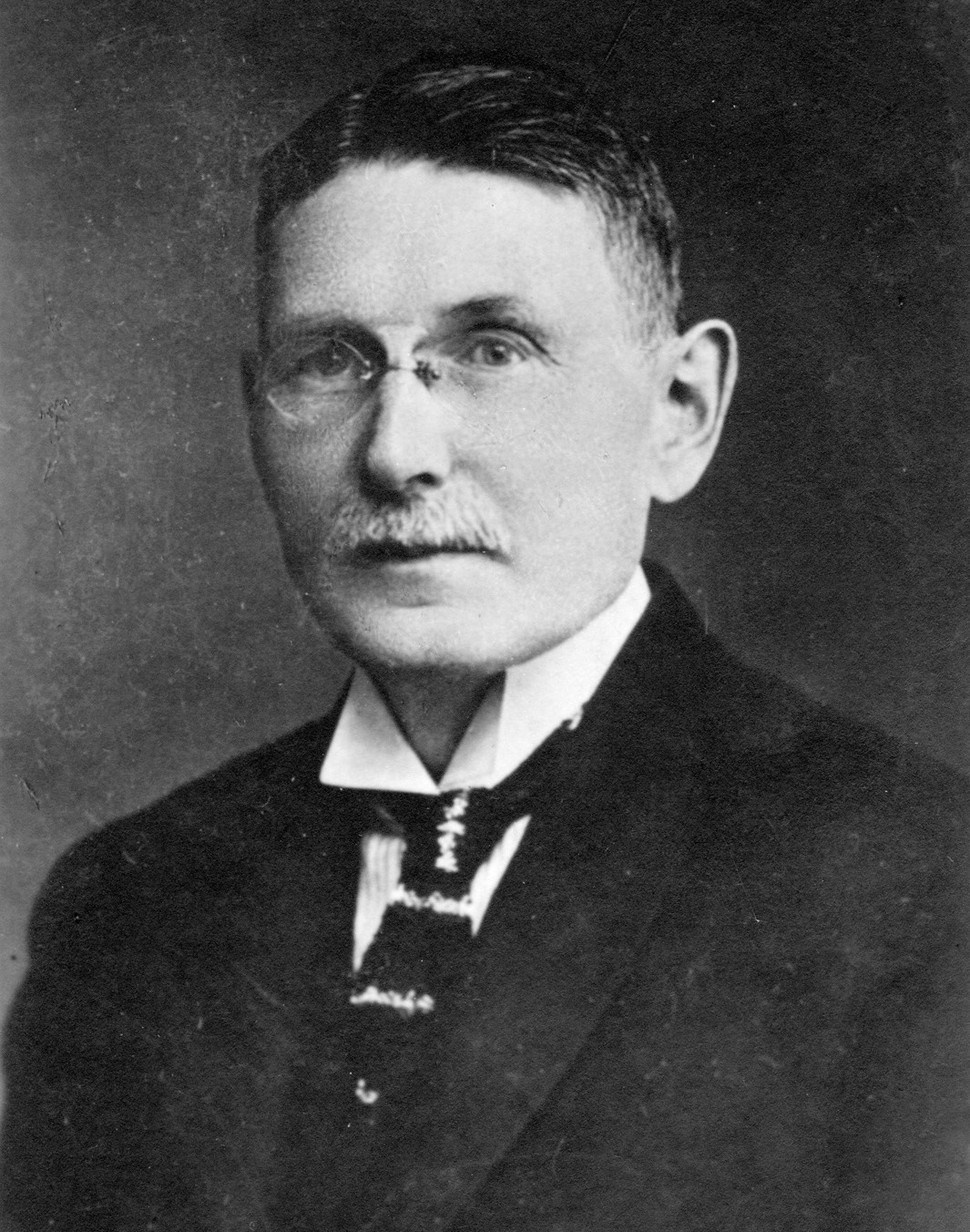
Albrecht von Kunowski – etwa 1913

Sein Bruder Albrecht von Kunowski (* 4. Juli 1864 in Potsdam; † 5. April 1933 ebenda) war Arzt (seit 1891 an der „Provinzial-Irrenanstalt“ in Leubus), danach Oberarzt (1893 in Kreuzburg, 1899 in Roda und 1902 in Leubus) und seit 1922 Direktor der Provinzialheilanstalt in Rybnik, Oberschlesien.

## Werk

### Nationalstenografie
Die Brüder Felix und Albrecht von Kunowski beschäftigten sich seit 1882 mit Stenografie. Felix eignete sich innerhalb eines halben Jahres zunächst das Stenografiesystem nach Gabelsberger an, bevor er sich im Folgenden dem Studium aller neu entstandenen sowie der meisten älteren Systeme widmete. Hierzu zählte auch eine gründliche Beschäftigung mit der Lautlehre. 1893 erfanden die Brüder gemeinsam eine neue Kurzschrift (Lehrgang der deutschen Kurzschrift, 1. Auflage 1893, 2. geänderte Auflage Berlin 1897). Bald folgte das große Werk Die Kurzschrift als Wissenschaft und Kunst (Berlin 1895), die bis dahin umfangreichste und tiefgründigste systemtheoretische Abhandlung auf stenografischem Gebiet.

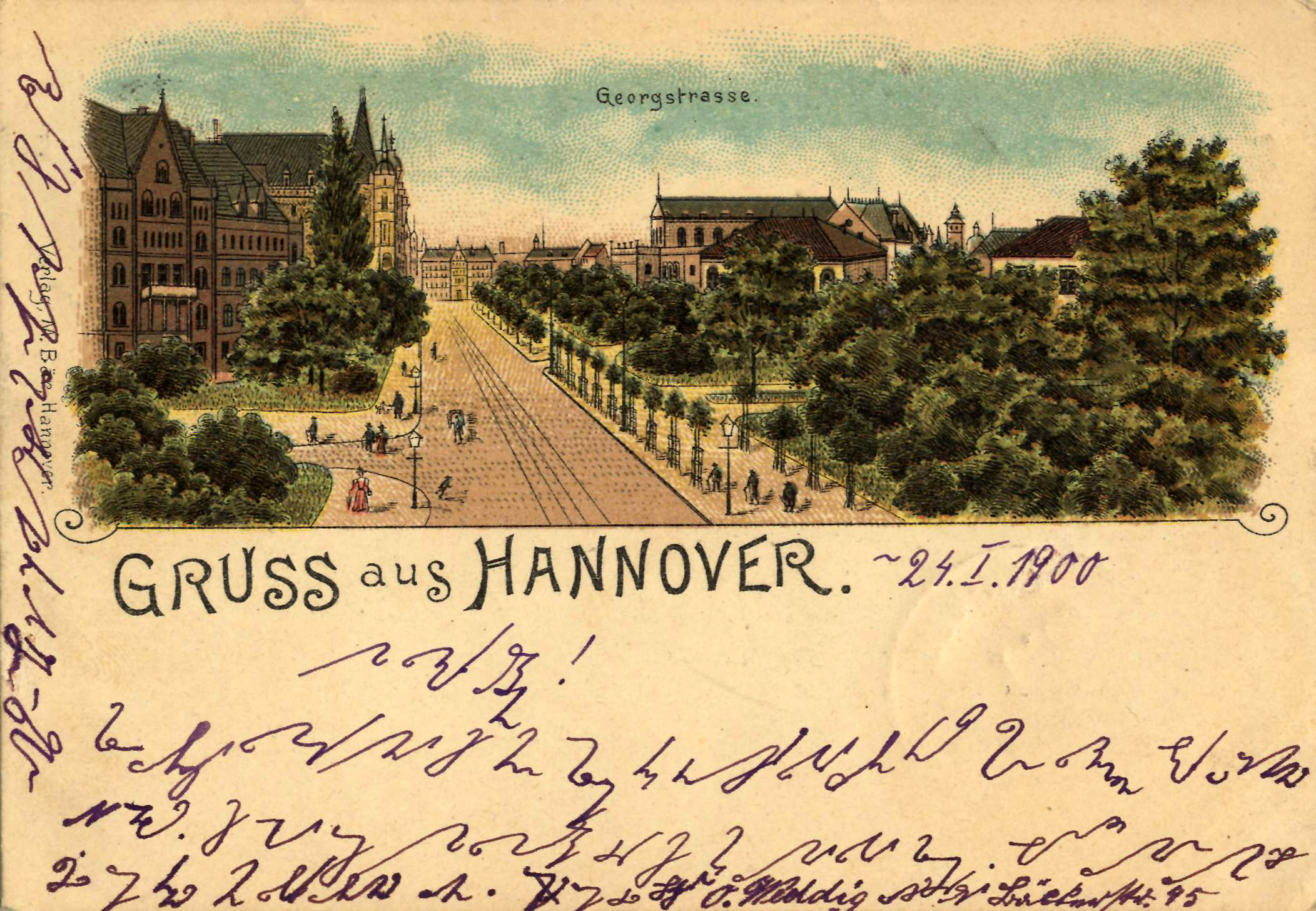
Postkarte in Nationalstenografie aus dem Jahr 1900

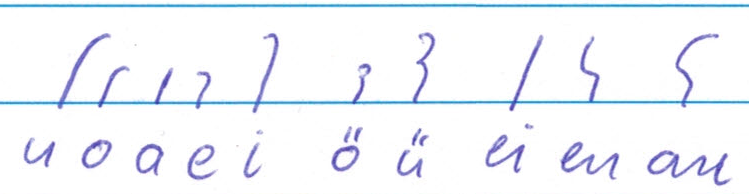
Die Vokalzeichen der Nationalstenografie um 1900. Alle Vokalzeichen werden von oben nach unten geschrieben.

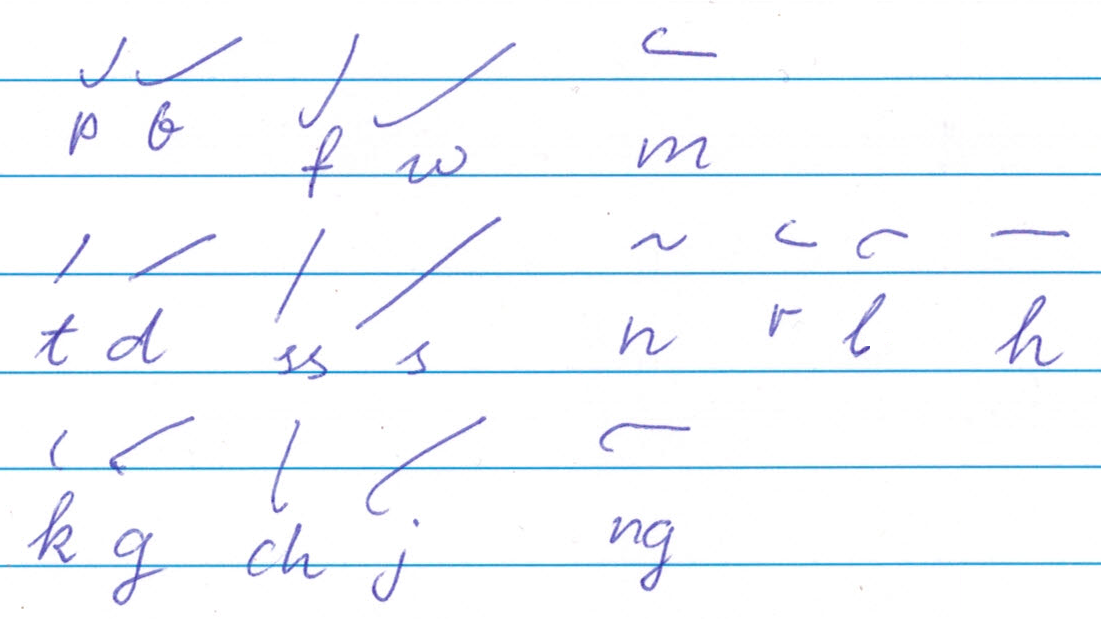
Die einfachen Konsonantenzeichen der Nationalstenografie um 1900. Alle Konsonantenzeichen werden von unten nach oben bzw. von links nach rechts geschrieben.

Nachdem sich die Kurzschriftschulen von Stolze und Schrey 1897 zusammengeschlossen hatten, wollten sich 1898 auch die vokalschreibenden deutschen Stenografieschulen vereinigen. Der Einigungsausschuss nahm am 2. Januar 1898 das System der Brüder von Kunowski unter dem Namen „Nationalstenographie“ an. Am 9. April 1898 wurde der Bund für Nationalstenographie unter dem Vorsitz von Albrecht von Kunowski begründet. Allerdings schloss sich nur ein Teil der Kurzschrift-Vereine von Arends und Roller diesem System an (77 Vereine mit etwa 2000 Mitgliedern). Die Schulen von Julius Brauns und Karl Scheithauer blieben dem Bund fern; die völlige Einigung der deutschen vokalschreibenden Kurzschriften wurde also nicht erreicht.
Die Nationalstenografie der Brüder von Kunowski ist eine sogenannte vokalschreibende Kurzschrift. Das heißt, die Vokale werden stets durch eigene Zeichen ausgedrückt und nicht durch die Stellung der Konsonantenzeichen zueinander dargestellt. Anders als die bis dahin bedeutendsten vokalschreibenden Systeme von Leopold Arends und von Heinrich Roller werden in der Stenografie der Brüder Kunowski die Vokale mit Abstrichen und die Konsonanten mit Aufstrichen und waagerechten Strichen dargestellt. In der Nationalstenografie wird – im Gegensatz zu den Systemen Gabelsberger und Stolze-Schrey – in der Regel nicht zwischen Abstrichen mit Druck und ohne Druck unterschieden, da diese Unterscheidung den Schreibfluss bremse und das Wiederlesen erschwere.
Grundsätzlich besteht jedes Zeichen der Nationalstenografie aus einem Strich oder Stab. Die Zeichen treten nur in zwei Größen auf. Alle Zeichen laufen an sich gerade aus; das Ende wird aber durch den Kopf des folgenden Zeichens modifiziert. Der Kopf eines Stabes kann gerade, nach rechts oder nach links gebogen sein.
Die Nationalstenografie weist Zeichen für die fünf Vokale a, e, i, o und u auf. Die Zeichen für ö und ü sind modifizierte Versionen der Zeichen für e und i. Zusätzlich weist sie eigene Zeichen für die drei Diphthonge ei, au und eu/äu auf. Zwischen e und ä wird in der Regel nicht unterschieden. Falls erforderlich kann ä durch einen Punkt über dem Zeichen gekennzeichnet werden. Unbetonte Vokale vor Konsonanten werden in Endungen nicht geschrieben.
Die Zeichen für die Konsonanten sind nach einem durchgängigen Prinzip aufgebaut: Stimmhafte Laute werden durch schräge, stimmlose durch steile Aufstriche angezeigt. Dentallaute werden durch einen geraden Zeichenkopf angezeigt, Labiallaute durch einen von linksher gebogenen Anstrich, velare Laute durch einen von rechtsher gebogenen Anstrich. Plosive werden durch ein einstufiges Zeichen ausgedrückt, Frikative durch ein zweistufiges.
Für die Lautfolge s + Konsonant existieren abgekürzte Zeichen, bei denen das vorlautende s durch eine linkswendige Punktschlinge oder durch einen links- oder rechtswendigen großen Kreis dargestellt wird. Die Punktschlinge wird verwendet, wenn das folgende Konsonantenzeichen mit geradem Anstrich beginnt (Zeichen für t, d), der Kreis, wenn das folgende Konsonantenzeichen mit einem gekrümmten Anstrich beginnt (linkswendig bei den Zeichen für b, p, f, w, m, r rechtswendig bei den Zeichen für k, g, ch, j, ng, l).

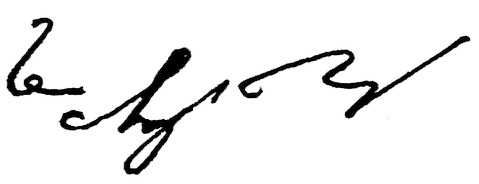
Die Worte „Ihrem Wunsche gemäß“, geschrieben in Nationalstenografie am 24. Januar 1900

Eigentümlich für die Nationalstenografie sind die sich aus den Zeichenverbindungen ergebenden kleinen Schlingen wie etwa im ersten Wort der zweiten Zeile auf der rechts abgebildeten Postkarte. Das erste Zeichen des Wortes ist ein Abstrich also ein Vokal, in diesem Falle der Vokal i. Das an sich gerade Ende des Zeichens ist hier modifiziert zu einer Rundung nach rechts, die das Zeichen für r darstellt. Das Ende des Zeichens für r geht direkt in den Kopf des folgenden Zeichens über und bildet mit ihm einen kleinen Kreis. Dem Kreis schließt sich ein lang ausgezogener horizontaler Strich an, das Zeichen für m. Das ganze Wort lautet also irm, d. h. „Ihrem“.
Das folgende Wort beginnt mit einem Aufstrich, also einem Konsonanten. Der lange schräge Aufstrich mit von links her gekrümmtem Kopf ist das Zeichen für w. Dieses Zeichen geht direkt in einen Abstrich über, der einen Vokal anzeigt. Der lange Abstrich mit von rechtsher gekrümmtem Kopf ist das Zeichen für u. Darauf folgt die kleine Wellenlinie, das Zeichen für n. Dem schließt sich ein langer steiler Aufstrich an, dessen von rechts her eingekrümmter Anstrich zu einem großen (hier etwas zusammengedrückten) Kreis vergrößert ist und somit die Folge s + ch darstellt. Schließlich folgt ein kurzer gerader Abstrich, der das tonlose -e repräsentiert. Insgesamt ergibt sich das Wort wunsche („Wunsche“).
Das dritte Wort beginnt mit einem von rechtsher eingekrümmten schrägen einstufigen Aufstrich – g, der in einen einstufigen von linksher gekrümmten Abstrich übergeht – e. Der Abstrich verschmilzt direkt mit der Kopfrundung des nächsten Zeichen, einem langen waagerechten Strich – m. Dem schließt sich wieder ein e an. Das letzte Zeichen ist ein langer steiler gerader Aufstrich – ss. Das ganze Wort ist also gemess („gemäß“).
Etwa ab Mitte des Jahres 1900 zog sich Felix von Kunowski aus dem öffentlichen stenografischen Leben infolge persönlicher Angriffe von Systemgegnern, die zu einer Gefährdung seiner militärischen Laufbahn geführt hatten, zurück. Privat jedoch arbeitete er weiter auf stenografischem Gebiet, so unter anderem an der Übertragung der Nationalstenographie auf fremde Sprachen.
Albrecht von Kunowski veröffentlichte in der Folge mehrere Schriften über die Nationalstenografie und arbeitete 1902 eine nationalstenografische „Eilschrift“ (d. h. besonders schnelle Kurzschrift) aus. Für etwa zwei Jahrzehnte übernahm er die Organisation des Bundes, bevor er sich Anfang der 1920er-Jahre aus gesundheitlichen Gründen nahezu gänzlich aus dem stenografischen Leben zurückzog. Bis 1913 hatte die nationalstenografische Schule der Brüder von Kunowski 382 Vereine mit über 12.000 Mitgliedern gebildet. Nach Gabelsberger und Stolze-Schrey nahm die Nationalstenografie damals den dritten Platz unter den deutschen Kurzschriften ein. Nach dem Ersten Weltkrieg trat Felix von Kunowski wieder öffentlich in Erscheinung, indem er beispielsweise die Leitung des Verlages für Nationalstenographie von seinem Bruder übernahm und seine Arbeiten an der Übertragung der Nationalstenografie auf fremde Sprachen („Internationalstenographie“) intensivierte. Bis 1933 erschienen Übertragungen auf 28 Sprachen; besonders in Palästina, Griechenland, Spanien und Japan fand damals „Intersteno“ Verbreitung.
Am 20. September 1924 wurde die Deutsche Einheitskurzschrift (DEK) per Gesetz eingeführt. An dieser neuen Situation hatten alle Kurzschriftschulen Deutschlands schwer zu tragen. In der Folge versuchte man mittels Streitschriften, Eingaben und Forderung von Vergleichskursen gegen das neue System anzukämpfen. Die Nationalsozialisten ließen ab 1933 jedoch allein die DEK als deutsche Stenografie zu. Im September 1933 wurde der Reichsbund für Deutsche Kurzschrift (Nationalstenographie), wie er seit einiger Zeit hieß, aufgelöst beziehungsweise in den Deutschen Stenographenbund eingegliedert; ein Unterricht in Nationalstenografie fand seitdem nicht mehr statt.

### Sprechspur
Vertreter des Reichsbundes, allen voran dessen langjähriger Vorsitzender Fritz Höke, führten ab 1927 versuchsweise Stenografieunterricht mit Vorschulkindern durch. Felix von Kunowskis „Kurzschrift für Kinder“ erhielt 1934 den neuen Namen Wurzelschrift, wobei der Forschungskreis „Der neue Weg zur Schrift“ (Wurzelschrift) begründet wurde. In der Folge war man intensiv um die Einrichtung von Wurzelschrift-Versuchsklassen für Schulanfänger bemüht. Ab Ostern 1935 starteten dann die ersten Versuchsklassen mit der „Kurzschrift als erster Schrift“. Im Jahr 1942 wurde die Wurzelschrift in Sprechspur umbenannt. Noch kurz vor seinem Tode hatte Felix von Kunowski sein letztes großes Werk „Hochsprache mit Hilfe der Sprechspur. Ein Beitrag zur Sprecherziehung“, von seinem Sohn Wilhelm Georg von Kunowski 1962 posthum herausgegeben, fertiggestellt. Nach dem Zweiten Weltkrieg wurde die Sprechspur von Professor Gottfried Rahn in Hannover wieder aufgenommen und weiter erforscht. Bei der Sprechspur werden die menschlichen Laute mit einem einfachen phonetischen Code (geraden oder gekrümmten Linien) wiedergegeben. Die Sprechspur wurde in den 1950er und 1960er Jahren bei einigen Kindern versuchsweise als erstes Alphabet („Artikulationsschrift“) eingeübt. Es zeigte sich, dass durchschnittlich begabte Sechsjährige, die zuerst mit der Sprechspur zu schreiben begonnen hatten, diese in wenigen Wochen flüssig und schnell lesen und schreiben konnten. Auch das Umsteigen auf das lateinische Alphabet bereitete keine Probleme. Bei Kindern mit Lernschwierigkeiten konnten mit der Sprechspur erstaunliche Erfolge erzielt werden.
1968 wurde der 100. Geburtstag Felix von Kunowskis noch mit einer Tagung an der Pädagogischen Hochschule in Hannover gefeiert. Im Fahrwasser der 68er-Bewegung wandte sich die deutsche Pädagogik jedoch bald anderen Themen zu und die Sprechspur kam mehr und mehr außer Gebrauch. Der Hannoveraner Forschungskreis für die Sprechspur publizierte noch bis in die 1990er Jahre.

## Kunowski-Archiv
Der schriftliche Nachlass Felix von Kunowskis ist Bestandteil des sogenannten Kunowski-Archivs, welches im Jahr 2000 von der Internationalen Sprechspurgesellschaft, der Tutmonda-Parolspuro-Asocio, offiziell an die Stenografische Sammlung der Sächsischen Landesbibliothek – Staats- und Universitätsbibliothek Dresden (SLUB) übergeben wurde. Enthalten sind in diesem Archiv außerdem der Teilnachlass des Stenografen Arnold Joseph Christoffels, der im Auftrag Kunowskis dessen Schriften von 1933 bis 1958 verwaltete und das Archiv um seine eigenen Aufzeichnungen laufend ergänzte, sowie der Teilnachlass Prof. Dr. Gottfried Rahns (Forschungskreis für die Sprechspur und Tutmonda-Parolspuro-Asocio). Von 1958 bis 1970 betreute der Sohn Felix von Kunowskis, Wilhelm Georg von Kunowski, das Archiv und anschließend, bis zur Übergabe an die SLUB Dresden, die Niedersächsische Landesbibliothek Hannover.
Im Bestand befinden sich, neben Büchern und Zeitschriften, vor allem Briefe und Briefabschriften, Werkmanuskripte, Akten, Systemübersichten und Fotografien. Sie dokumentieren über einen Zeitraum von 100 Jahren (etwa 1880 bis 1980) nicht allein die Entwicklung des Stenografiesystems von Kunowski, sondern auch nahezu alle anderen deutschen sowie zahlreiche ausländische Systeme.
Das Archiv wurde komplett erschlossen. Dessen Einzeldokumente sind in der Handschriftendatenbank (HANS) der SLUB Dresden verzeichnet und somit für die Benutzung zugänglich.

## Werke (Auswahl)
- Ausführlicher wissenschaftlich begründeter Lehrgang der Nationalstenographie (System von Kunowski) für Schul- und Selbstunterricht. Herausgegeben von der Geschäftsstelle für Nationalstenographie K. Konscholky. Breslau 1900.
- mit Albrecht von Kunowski: Lehrgang der deutschen Kurzschrift. Lehr- und Verkehrsschrift. Berlin 1893.
- mit Albrecht von Kunowski: Lehrgang der deutschen Kurzschrift für den Schul- und Selbstunterricht. Verkehrsschrift. Umgearbeitete 2. Auflage. Berlin 1897.
- mit Albrecht von Kunowski: Kurzgefaßter Lehrgang der Nationalstenographie. Herausgegeben von der Geschäftsstelle für Nationalstenographie K. Konscholky. Breslau 1899.
- mit Albrecht von Kunowski: Die Kurzschrift als Wissenschaft und Kunst. Band 1: Die Theorie der Kurzschrift. Berlin 1895.
- mit Albrecht von Kunowski: Die Kurzschrift als Wissenschaft und Kunst. Band 2: Die Kurzschriftgestaltung. Leipzig 1923.
- Mein „stenographischer“ Lebenslauf. In: Festzeitschrift zum II. Bundestag des Bundes für Nationalstenographie in Magdeburg, 16.–18.9.1899. [Breslau 1899].
- 25 Jahre Nationalstenographie. Festrede zur 25jährigen Jubelfeier des Reichsbundes für Nationalstenographie. Berlin 1923.
- International-Stenographie auf alle Kultursprachen anwendbar. Englisch. Kurze Anweisung für Nationalstenographen. 2. Auflage. Essen-Ruhr [1925].
- Internacionalstenografio. Sistemo de stenografio internacia por ĉiuj lingvoj. Essen-Ruhr [1927].
- Künstlerisches Empfinden in Sprache und Schrift. Elberfeld 1927.
- Mein Lebenslauf. Maschinenmanuskript. [2. Hälfte 1927]. 14 Bl. – siehe Handschriftendatenbank (HANS) der SLUB Dresden unter der Signatur Q.Kun.Hs.7(3) des Kunowski-Archivs
- Die Kurzschrift-Entwicklung. Karlsruhe 1928.
- Das Wunder der Schriftwerdung. Duisburg [1932].
- Wurzelschrift. Grundgedanken und Aufbau. Bochum 1936.
- Hochsprache mit Hilfe der Sprechspur. Ein Beitrag zur Sprecherziehung. Herausgegeben von Wilhelm Georg von Kunowski. Detmold 1962.
- Die Sprechspur als höhere Arbeitsschrift. Die Sprechspur als Kurzschrift: 1. Ansageschrift. 2. Redeschrift. Herausgegeben von Wilhelm Georg von Kunowski. Detmold (Selbstverlag) 1963.
- Sprechspur für alle Sprachen und Mundarten. Herausgegeben von Wilhelm Georg von Kunowski. Detmold (Selbstverlag) 1963.